# 에스페랑주

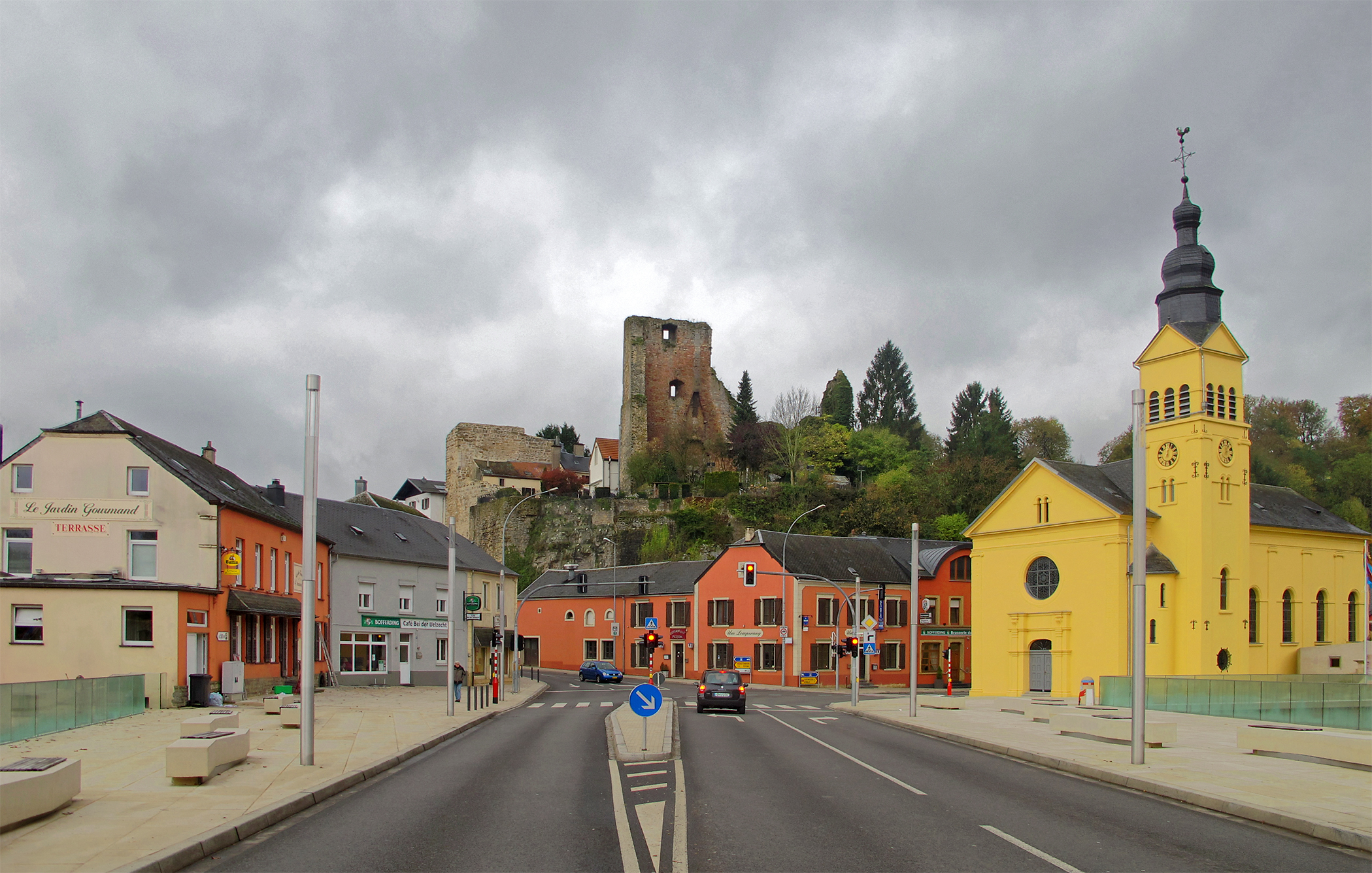
에스페랑주

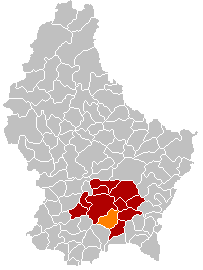
에스페랑주의 위치

에스페랑주(프랑스어: Hesperange, 룩셈부르크어: Hesper 헤스퍼, 독일어: Hesperingen 헤스페링겐[*])는 룩셈부르크 남부 룩셈부르크 구 에슈쉬르알제트 주에 위치한 도시로 면적은 27.22km2, 인구는 14,175명(2014년 기준), 인구 밀도는 520명/km2이다. 룩셈부르크 시의 남동쪽에 위치한다.

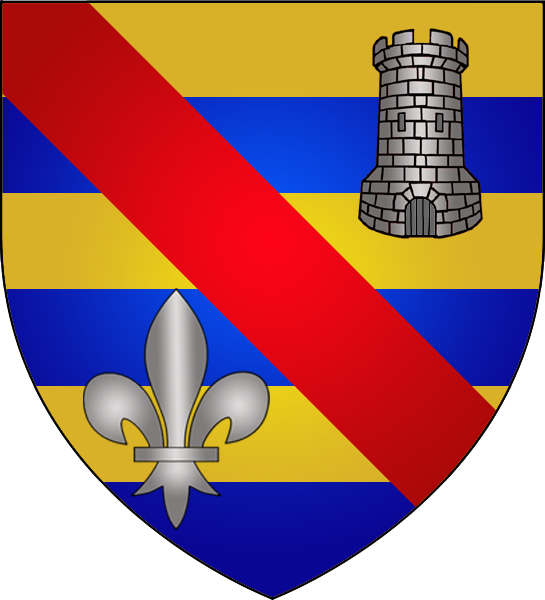
시 문장

## 자매 도시
- 헝가리 세렌치